# Vulcanella osculanigera
Vulcanella osculanigera är en svampdjursart som först beskrevs av Dickinson 1945.  Vulcanella osculanigera ingår i släktet Vulcanella och familjen Pachastrellidae.
Artens utbredningsområde är Kalifornien. Inga underarter finns listade i Catalogue of Life.